# Tazehabad
Tazehabad (em persa: تازه اباد, também romanizada como Tāzehābād) é uma aldeia do distrito rural de Kelarabad, no condado de Abbasabad, da província de Mazandaran, Irã.
No censo de 2006, sua população era de 1 360 habitantes, em 377 famílias.